# Mont Juic (suite)
Mont Juic, suite of Catalan dances for orchestra és una obra escrita conjuntament per Lennox Berkeley i Benjamin Britten el 1937. Inspirada en la muntanya de Montjuïc, fou publicada com a Berkeley's op. 9 i Britten's op. 12.

## Història

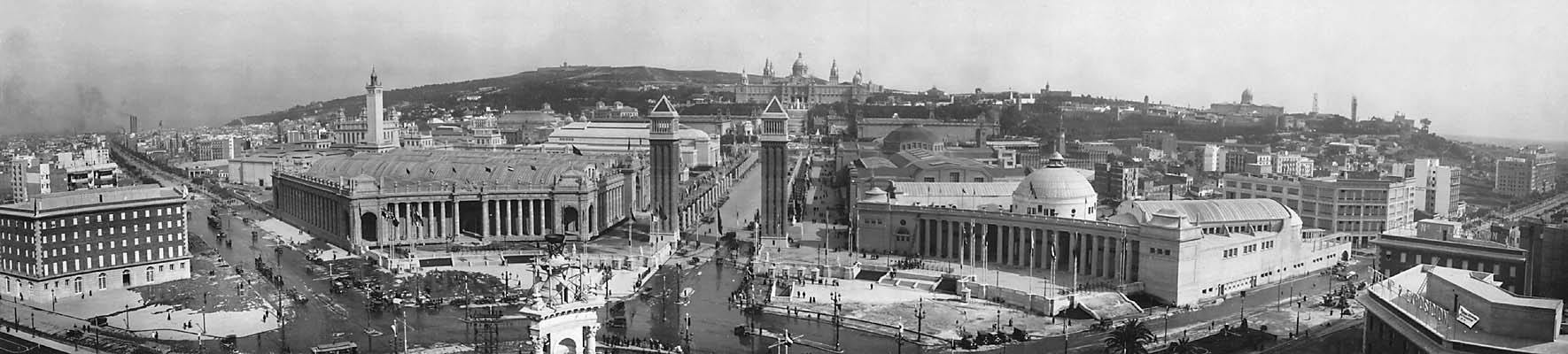
Montjuïc el 1929

El 1936, Berkeley i Britten van assistir al XIV Festival de la Societat Internacional per la Música Contemporània a Barcelona. Berkeley havia estat vivint a l'estranger des de feia anys i mai abans havia conegut Britten. Aviat es van convertir en bons amics. Un altre amic de Berkeley, Peter Burra, també va assistir al festival, i també va esdevenir amic de Britten.
Al Festival, Britten va acompanyar el violinista Antoni Brosa en l'estrena de la seva Suite per a violí i piano, op. 6. El plat fort del Festival, al qual van assistir Britten, Berkeley i Burra, va ser l'estrena mundial pòstuma del Concert per a violí d'Alban Berg, "A la memòria d'un àngel", que es va realitzar el diumenge 19 d'abril, amb el solista Louis Krasner, sota la direcció de Hermann Scherchen.
L'endemà, el trio va visitar la muntanya de Montjuïc, el turó que domina el paisatge de Barcelona. Pocs dies després, el dimecres 22 d'abril van assistir a un Festival de Dansa Folklòrica a la zona de l'Exposició, on van escoltar diverses melodies populars catalanes.
Una mica més tard el mateix dia van fer alguns apunts sobre aquelles melodies en un cafè de Barcelona. L'any següent, de tornada a Anglaterra, van decidir escriure conjuntament una suite orquestral basat en algunes de les melodies del ball que havien sentit a Montjuïc. La van anomenar simplement Mont Juic, i la van dedicar "En memòria de Peter Burra", qui havia mort en un accident d'avió l'abril de 1937. L'obra va ser escrita entre el 6 d'abril i 12 de desembre de 1937.

## Instrumentació
La instrumentació escollida van ser dues flautes (una que dobla el flautí), dos oboès, dos clarinets en si bemoll, un saxòfon alt (ad lib.), saxòfon tenor (ad lib.), dos fagots, quatre trompes, dues trompetes en si bemoll, tres trombons, tuba, timbals, glockenspiel, platerets, arpa i cordes.

## Moviments
La suite consta de quatre moviments:
1. Andante maestoso
2. Allegro grazioso
3. Lament: Andante moderato ("Barcelona, july 1936")[4]
4. Allegro molto

Els dos compositors van optar per no revelar qui havia escrit cada part de la música. El manuscrit que Benjamin Britten va presentar a l'editorial va ser escrit enterament a mà per ell mateix. El 1980, però, Lennox Berkeley va revelar a Peter Dickinson que ell havia escrit les dues primeres parts i Britten les dues últimes, tot i que conjuntament havien col·laborat en l'orquestració, la forma i altres detalls.

## Homenatge a Catalunya
En el moment que l'obra va ser escrita, s'havia declarat la Guerra Civil espanyola, i el tercer Lament (en do menor), va ser escrit com un homenatge a Catalunya. S'inclou un saxòfon alt i solitari que es basa en el ritme de la sardana. Es va subtitular "Barcelona, juliol 1936", una clara referència a la guerra civil que havia esclatat el 18 de juliol.

## Primera representació
L'estrena de l'obra va ser en un programa de BBC Radio 1 el 8 de gener de 1938, per l'Orquestra Simfònica de la BBC sota la direcció de Joseph Lewis. Després de l'actuació, Berkeley va escriure a Britten, dient-li: he de dir que vaig pensar que les teves dues peces són més efectives que les meves. Des de llavors Mont juïc ha estat representada en moltes actuacions i disposa de diversos enregistraments.